# Bibliographie sur la mythologie nordique
Pour un article plus général, voir Mythologie nordique.

## Littérature primaire

### Mythes

#### L’Edda poétique
- L'Edda poétique, présentation et trad. Régis Boyer, Paris, Fayard, cop. 1992, 685p. L'Espace intérieur. Texte remanié de la première partie des Religions de l'Europe du Nord, Fayard, 1974  (ISBN 2-213-02725-0).

- The Poetic Edda, trad. et intr. Carolyne Larrington, 2e éd., Oxford, Oxford University Press, 1999, 323 p. Oxford World's Classics. Ed. or. 1996  (ISBN 0-19-283946-2).

#### L'Edda de Snorri
- Snorri Sturluson, L'Edda : Récits de mythologie nordique, trad., intr. et notes François-Xavier Dillmann, Paris, Gallimard, cop. 1991, 231 p. L'Aube des peuples.  (ISBN 2-07-072114-0).

- Snorri Sturluson, Edda, trad. et éd. Anthony Faulkes, 2e éd. augm., Londres, Dent, cop. 1995, 260 p. The Everyman Library. Ed. or. 1987.  (ISBN 0-460-87616-3).

#### LaSaga des Ynglingar
- Snorri Sturluson, Histoire des rois de Norvège, Vol. I, trad., intr. et notes François-Xavier Dillmann, Paris, Gallimard, cop. 2000. 702 p. L'Aube des peuples.  (ISBN 2-07-073211-8).

- Snorri Sturluson, La Saga des Ynglingar, préf., notes et trad. Ingeborg Cavalié, Paris, Porte-Glaive, 1990. 185 p. Lumière du Septentrion.  (ISBN 2-906468-16-9).

#### La Geste des Danois
- Saxo Grammaticus, La Geste des Danois : Gesta Danorum, Livres I-IX, trad. Jean-Pierre Troadec, intr. de François-Xavier Dillmann, Paris, Gallimard, cop. 1995. 444 p. L'Aube des peuples.  (ISBN 2-07-072903-6).

### Héros
- La Chanson des Nibelungen - La Plainte, trad. Danielle Buschinger et Jean-Marc Pastré, intr. et notes Danielle Buschinger, Paris, Gallimard, cop. 2001. 526 p. L'Aube des peuples.  (ISBN 2-07-075999-7).

- L'Edda poétique, op. cit.

- La Légende de Siegfried d'après la Chanson de Seyfried à la peau de corne et la Saga de Thidrek de Vérone, trad. et présentation Claude Lecouteux, Paris, Porte-Glaive, 1995. 129 p. Lumière du Septentrion.  (ISBN 2-906468-33-9).

- The Poetic Edda, op. cit.

- Saga de Théodoric de Vérone (Þiðrekssaga af Bern) : légendes héroïques d'outre-Rhin, intr., trad. et notes Claude Lecouteux, Paris, Honoré Champion, 2001. 462 p. Traductions des classiques français du Moyen Âge.  (ISBN 2-7453-0373-2).

- Seven Viking romances. Translated with an introduction by Hermann Pálsson and Paul Edwards. Harmondsworth : Penguin Books, 1985. 304 p. Penguin classics.  (ISBN 0-14-044474-2).

[Arrow-Odd - King Gautrek - Halfdan Eysteinsson - Bosi and Herraud - Egil and Asmund - Thorstein Mansion-Might - Helgi Thorisson]

## Littérature secondaire
- Régis Boyer, Héros et dieux du Nord : guide iconographique, Paris, Flammarion, 1997. (Tout l'art. Encyclopédie).  (ISBN 2-08-012274-6).

- Régis Boyer, Yggdrasill : la religion des anciens Scandinaves, Paris, Payot, 1991. (Bibliothèque historique)  (ISBN 2-228-88469-3).

- Clunies Ross, Margaret. Prolonged echoes : Old Norse myths in medieval Northern society. Vol. 1, The myths. Odense : Odense University Press, 1994. (The Viking collection ; vol. 7)  (ISBN 87-7838-008-1).

- Dumézil, Georges. Les Dieux des Germains : essai sur la formation de la religion scandinave. Paris : Presses universitaires de France, 1959. (Mythes et religions ; 38).

- Ellis Davidson, H.R. Gods and myths of Northern Europe. Harmondsworth : Penguin Books, 1990.  (ISBN 0-14-013627-4).

- Guelpa, Patrick. Dieux et mythes nordiques. Villeneuve-d'Ascq, Presses universitaires du Septentrion, 1998. (Savoirs mieux. Histoire des religions).  (ISBN 2-85939-562-8).

- Lecouteux, Claude. Dictionnaire de mythologie germanique : Odin, Thor, Siegfried & Cie. Paris : Imago, 2007  (ISBN 978-2-84952-047-5).

- Lindow, John. Norse mythology : a guide to the gods, heroes, rituals, and beliefs, New York : Oxford University Press, 2002.  (ISBN 0-19-515382-0).

- O'Donoghue, Heather. From Asgard to Valhalla : the remarkable history of the Norse myths. London : I. B. Tauris, 2007  (ISBN 978-1-84511-357-5).

- Orchard, Andy. Cassell's dictionary of Norse myth and legend. London : Cassell, 2002. (Cassell reference)  (ISBN 0-304-36385-5).

- Page, R.I. Mythes nordiques. Trad. de l'anglais par Christian Cler. Paris : Éd. du Seuil, 1993. (Points. Sagesses). Trad. de : Norse myths.  (ISBN 2-02-019539-9).

- Renaud, Jean. Les dieux des Vikings. Rennes : Éd. Ouest-France, 1996. (De mémoire d'homme)  (ISBN 2-7373-1468-2).

- Simek, Rudolf. Lexikon der germanischen Mythologie. 3., völlig überarb. Auflage. Stuttgart : Kröner, 2006. (Kröners Taschenausgabe ; 368)  (ISBN 3-520-36803-X).

- Turville-Petre, E.O.G. Myth and religion of the North : the religion of ancient Scandinavia. Westport, Conn. : Greenwood Press, 1975. Originally published in 1964 by Holt, Rinehart and Winston, New York  (ISBN 0-8371-7420-1).

- Rasmus B. Anderson. Mythologie scandinave. Légendes des Eddas. Rééd. 2010 Les Éditions d'Héligoland. (coll. Au nord du Monde).  (ISBN 978-2-914874-67-0)